# NGC 6555
NGC 6555 is een balkspiraalstelsel in het sterrenbeeld Hercules. Het hemelobject werd op 29 juni 1799 ontdekt door de Duits-Britse astronoom William Herschel.

## Synoniemen
- UGC 11121
- MCG 3-46-15
- ZWG 113.22
- IRAS 18056+1735
- PGC 61432